# Guettarda frondosa
Guettarda frondosa là một loài thực vật có hoa trong họ Thiến thảo. Loài này được Moritz ex Standl. mô tả khoa học đầu tiên năm 1930.